# Maria Backlund
Maria Backlund ( 1958 - ) es una botánica, y curadora sueca. Desarrolla su actividad académica en el "Departamento de Botánica Sistemática", en el "Museo Sueco de Historia Natural".
Ha trabajado activamente en la Flora de China en las familias Burseraceae y Caryophyllaceae.

## Otras publicaciones
- maria Backlund, bengt Oxelman, birgitta Bremer. 2000. Phylogenetic relationships within the Gentianales based on NDHF and RBCL sequences, with particular reference to the Loganiaceae Archivado el 15 de enero de 2009 en Wayback Machine.. Am. J. of Botany 87 :1029-1043

### Libros
- maria Backlund. 2005. Phylogenetic studies in the Gentianales - approaches at different taxonomic levels. Volumen 117. Ed. Acta Universitatis Upsaliensis. 42 pp. ISBN 9155463932

- -------------------, johan Bellskog. 1991. The role of trees and shrubs in livestock production in Central Tanzania: a survey of their nutritive value during the dry season : two minor field studies. Volumen 175 de Working paper. 23 pp.

- La abreviatura «M.Backlund» se emplea para indicar a Maria Backlund como autoridad en la descripción y clasificación científica de los vegetales.[3]